# Bailya anomalus
Bailya anomalus är en snäckart som först beskrevs av Hinds 1844.  Bailya anomalus ingår i släktet Bailya och familjen valthornssnäckor. Inga underarter finns listade i Catalogue of Life.